# Roberto Cammarelle
Roberto Cammarelle (Milão, 30 de julho de 1980) é um boxista italiano campeão olímpico nos Jogos de Pequim, em 2008.
Participou de sua primeira Olimpíada em Atenas 2004, onde obteve uma medalha de bronze após perder a luta semifinal para o russo Aleksandr Povetkin. Quatro anos depois esteve nos Jogos Olímpicos de 2008, realizados em Pequim, onde conseguiu a medalha de ouro após vencer o chinês Zhang Zhilei, sempre entre os superpesados.